# 彼得·舒尔茨·赫布兰迪
彼得·舒尔茨·赫布兰迪（荷蘭語：Pieter Sjoerds Gerbrandy，1885年4月13日—1961年9月7日）是荷兰政治人物和法学家，从1940年9月3日至1945年6月25日担任荷兰首相。